# Bill McGarry
Bill McGarry, född 10 juni 1927 i Stoke-on-Trent, död 15 mars 2005, var en engelsk fotbollsspelare och tränare.
McGarry inledde proffskarriären i Port Vale 1945 och värvades av Huddersfield Town för 12 000 pund i mars 1951. Han spelade fyra landskamper för England och var med i VM i Schweiz 1954. Efter 26 mål på 381 matcher för Huddersfield blev han i mars 1961 spelande tränare i Bournemouth. I juli 1963 tog han över som tränare i Watford och drygt ett år senare flyttade han till Ipswich Town. Med Ipswich blev McGarry seriesegrare i division två. I november 1968 tog han över Wolverhampton Wanderers som han förde till UEFA-cupfinal 1972 samt till seger i Ligacupen 1974. Efter att laget åkte ur division ett 1976 fick McGarry sparken. Han blev senare tränare i Newcastle United (1977–1980) innan han flyttade till Afrika där han var klubblagstränare i Zambia och Sydafrika samt förbundskapten för Zambia. Hösten 1985 kom han tillbaka till Wolverhampton som tränare, men han stannade bara i 61 dagar och återvände senare till Sydafrika.